# Robert Nutter
Robert Nutter (ur. ok. 1555 w Reedley Hallows; zm. 26 lipca 1600 w Lancashire) – błogosławiony Kościoła katolickiego, angielski duchowny katolicki, tercjarz dominikański, ofiara prześladowań antykatolickich w Anglii.

## Życiorys
Urodził się w Reedley Hallows. W 1564 lub 1565 rozpoczął naukę w Brasenose College w Oksfordzie, a następnie (razem ze swoim bratem Janem) w Kolegium Angielskim w Reims. Święcenia kapłańskie przyjął 21 grudnia 1581 r. w Soissons. Następnie sprawował przez 2 lata posługę kapłańską w Anglii. Został aresztowany, uwięziony w Tower, po czym wygnany z kraju. Wkrótce jednak powrócił do Anglii. Ponownie trafił do więzienia. Najpierw osadzono go w Newgate, następnie w 1587 r. w więzieniu Marshalsea, a w 1590 w zamku Wisbech. W czasie uwięzienia został tercjarzem dominikańskim. W dniu 10 marca 1600 uciekł z więzienia z kilkoma towarzyszami. Robert Nutter został schwytany i stracony w Lancashire 26 lipca 1600.
Beatyfikował go Jan Paweł II 22 listopada 1987 w grupie osiemdziesięciu pięciu błogosławionych męczenników.